# Pierre Martin-Valat
 (août 2023).
Si vous disposez d'ouvrages ou d'articles de référence ou si vous connaissez des sites web de qualité traitant du thème abordé ici, merci de compléter l'article en donnant les références utiles à sa vérifiabilité et en les liant à la section « Notes et références ».
Pour les articles homonymes, voir Valat.
Pierre Martin-Valat, né le 29 décembre 1929 à Brusque en Aveyron et mort le 1er juin 2013 à Montpellier, est un écrivain français.

## Biographie
Pierre Martin-Valat est né le 29 décembre 1929 à Brusque, un petit village du sud de l'Aveyron. Il y a effectué ses études primaires chez les Pères du Saint-Sacrement, où il est resté jusqu'en classe de première. Il finit son cursus scolaire au lycée Saint Gabriel, tenu par les Jésuites, à Saint-Affrique, où il obtient son bac lettres.
En 1947, il entre à la faculté de droit de Montpellier. Après un an, il se réoriente en faculté de lettres, où il passe quatre ans et obtient une licence de lettres classiques et une licence d'italien.
En 1950, il fait son service militaire en Allemagne.
En 1952, il épouse Antoinette Audouard, fille d'un professeur de lettres au lycée Pierre-de-Fermat de Toulouse.
De 1953 à 1958, le couple a quatre enfants ; Pierre Martin-Valat consacre son temps à aider son épouse. Ils achètent une pharmacie à Saint-Rome-de-Tarn, dans l'Aveyron.
En 1960, il enseigne les lettres à l'Institut Stanislas de Cannes.
En 1961, Pierre Martin-Valat et sa famille vont s'installer en région parisienne, où il enseigne les lettres dans deux lycées jusqu'en 1992.
En 1993, il prend sa retraite à Montpellier.
En 2008, deux ans après le décès de son épouse, Pierre Martin-Valat emménage à la maison de retraite des Petites Sœurs des Pauvres à Montpellier.
Il décède le 1er juin 2013 et est enterré à Brusque, le village de sa famille où il est né et a grandi.

## L'écrivain
Dès l'âge de 18 ans, il publie dans le journal La Croix, en 1947, une nouvelle intitulée Minrat et son voleur. Plus tard, de 1958 à 1968, il publie dans la revue Ecclesia une dizaine de nouvelles qui ont toutes pour cadre son pays d'origine, le Sud Rouergue et les Cévennes. Il publie en 1958 une très longue nouvelle, La Croix d'Anaïs, dans la revue La Table Ronde.
Pierre Martin-Valat publie de nombreux articles entre 1975 et 1985 dans l'hebdomadaire France catholique .
Il écrit également pour la revue Communio, initiée en France par le cardinal Lustiger .
En 1971, son premier livre, Les Fantassins dans l'église, est publié par les éditions du Cerf
.
Cet ouvrage polémique sera remarqué par Jean Guitton et André Frossard.
En 1975, Le Centurion édite son deuxième livre, Qu'exultent les steppes !. Il s'agit d'un essai sur plusieurs thèmes (psychologie, théologie, doxologie, etc.).
Son troisième livre est publié en 1985 chez le même éditeur : École catholique, deviens ce que tu es !. Il sera préfacé par le cardinal Marty.
En 1993, La Pourpre et la Cendre, lettres apocryphes de Sénèque à saint Paul, est publié chez Mame et préfacé par Gustave Thibon.
En 1995, il rédige une pièce de théâtre sur le passage de Thomas Becket à Brusque, jouée par des habitants du village.

## Le conférencier
Pierre Martin-Valat a donné de nombreuses conférences, notamment à Paris, Amiens, Yvetot, Rouen, Rodez, Montpellier, dont les thèmes habituels sont Dante, ainsi que la nécessité d'étudier la Bible dans l'enseignement à titre culturel.
De 1992 à 2000, il s'exprime sur une radio locale, Radio Maguelone, à Montpellier.

## Publications
- 1958 : La Croix d'Anaïs, nouvelle publiée dans la revue La Table Ronde.
- 1971 : Les Fantassins dans l'église, éditions du Cerf.
- 1975 : Qu'exultent les steppes !, Le Centurion.
- 1985 : École catholique, deviens ce que tu es !, préfacé par le Cardinal Marty, Le Centurion.
- 1993 : La Pourpre et la Cendre, préfacé par Gustave Thibon, éditions Mame.
- 1997 : Des pierres jaillissaient les fontaines, éditions du Cerf[8],[9].
- 2006 : Symboles bibliques en littérature, éditions du Cerf [10].